# Мардарь, Андриан
Андриан Мардарь (род. 20 июня 1995, Немцены, Хынчештский район) — молдавский легкоатлет, специалист по метанию копья. Выступает на профессиональном с 2012 года, чемпион Всемирной Универсиады, победитель и призёр ряда крупных международных турниров, действующий рекордсмен Молдавии, участник летних Олимпийских игр в Токио.

## Биография
Андриан Мардарь родился 20 июня 1995 года в селе Немцены Хынчештского района Молдавии. Впоследствии постоянно проживал в Кишинёве, окончил кишинёвскую среднюю школу № 52 и Государственный университет медицины и фармации имени Николая Тестемицану.
Первого серьёзного успеха на международном уровне добился в сезоне 2012 года, когда вошёл в состав молдавской сборной и выступил на юношеском первенстве в Балкан в Белграде, где в зачёте метания копья стал бронзовым призёром.
В 2013 году впервые одержал победу на чемпионате Молдавии, метал копьё на юниорском европейском первенстве в Риети, в финал не вышел.
В 2014 году выиграл бронзовую медаль на юниорском мировом первенстве в Орегоне.
В 2017 году победил в молодёжной категории на Кубке Европы по метаниям в Лас-Пальмасе, взял бронзу на молодёжном европейском первенстве в Быдгоще, выступил на чемпионате мира в Лондоне, занял четвёртое место на Всемирной Универсиаде в Тайбэе.
На чемпионате Европы 2018 года в Берлине показал в финале седьмой результат.
В 2019 году с результатом 82,40 превзошёл всех соперников на Всемирной Универсиаде в Неаполе.
В 2021 году на Кубке Европы в Сплите стал вторым, установив при этом ныне действующий рекорд Молдавии в метании копья — 86,66 метра. Выполнив олимпийский квалификационный норматив (85,00), удостоился права защищать честь страны на летних Олимпийских играх в Токио — в финале метнул копьё на 83,30 метра, расположившись в итоговом протоколе соревнований на седьмой строке. Являлся знаменосцем молдавской делегации на церемонии закрытия Игр.
В 2022 году среди прочего был седьмым на чемпионате мира в Орегоне и на чемпионате Европы в Мюнхене.
В 2023 году занял 11-е место на чемпионате мира в Будапеште.